# WaveLab
WaveLab est un éditeur audio numérique produit par Steinberg pour le marché professionnel et semi-professionnel. Ce logiciel multi-piste est compatible avec les normes multi-channel, DirectX, VST et  DVD-Audio. WaveLab a été pendant longtemps le principal concurrent de Sound Forge. Wavelab a été créé en 1995 et est le travail principal d'un seul programmeur : Philippe Goutier. Plusieurs versions existent : WaveLab Studio, WaveLab Essential et WaveLab LE.

## Spécifications
- Red Book-compatible CD
- DVD-A authoring
- compatible  8-, 16-, 20-, 24-bit avec fréquence jusqu'à 384 kHz
- compatible WAV, AIFF, AU, MP3, MP2 (M.U.S.I.C.A.M.), RAW, Windows Media 9, AES-31
- éditeur de spectre
- éditeur de phase
- DIRAC Time-stretching and Pitch-shifting
- compatible avec effet matériel